# Meister des Dinkelsbühler Marienlebens
Der Meister des Dinkelsbühler Marienlebens ist ein Notname, mit dem der Schöpfer eines um 1500 entstandenen Werkkomplexes spätgotischer Tafelgemälde bezeichnet wird. Der unbekannte altdeutsche Maler schuf mehrere Werke für Kirchen der Stadt Dinkelsbühl.

## Leben und Herkunft
Über sein Leben und seine Herkunft ist nichts bekannt. Er könnte aus Nördlingen stammen, da Parallelen zum Werk Friedrich Herlins erkennbar sind. Dem widerspricht Alfred Stange, ebenso sieht Magdalena Gärtner seine Wirkungsstätte doch in Dinkelsbühl, da seine künstlerische Handschrift verglichen mit zeitgenössischen Werken konservativ erscheint.
Sie siedelt ihn nicht in der durch eine Vielzahl an Malerwerkstätten bekannten Stadt Nördlingen an, sondern deutet den provinziellen sowie isolierten Charakter als Standortmerkmal für das Übergangsgebiet zwischen der schwäbischen und fränkischen Landschaft.

## Werke
Die ihm zugeschriebenen Hauptwerke sind in Dinkelsbühl, Ottobeuren und Nürnberg zu finden. Die Bilder des Dinkelsbühler Marienlebens, eines Zyklus zum Leben der Maria, waren ursprünglich in der dortigen Spitalkirche aufgestellt und sind heute im Germanischen Nationalmuseum in Nürnberg aufbewahrt. Sie zeigen auf vier Einzelbildern Verkündigung, Heimsuchung, Geburt Jesu sowie den Tod Mariens (Inv.-Nr. Gm 230–233).
Auf den Außenseiten der Altarflügel befand sich der Apostelabschied auf zwei Tafeln. Diese sind heute in Bayerischen Staatsgemäldesammlung Ottobeuren ausgestellt (Inv.-Nr. WAF 1009 und 1010).
In Dinkelsbühl selbst sind zwei Altarflügel am Hochaltar der Spitalkirche erhalten, sie zeigen die Heiligen Nikolaus und Dorothea.

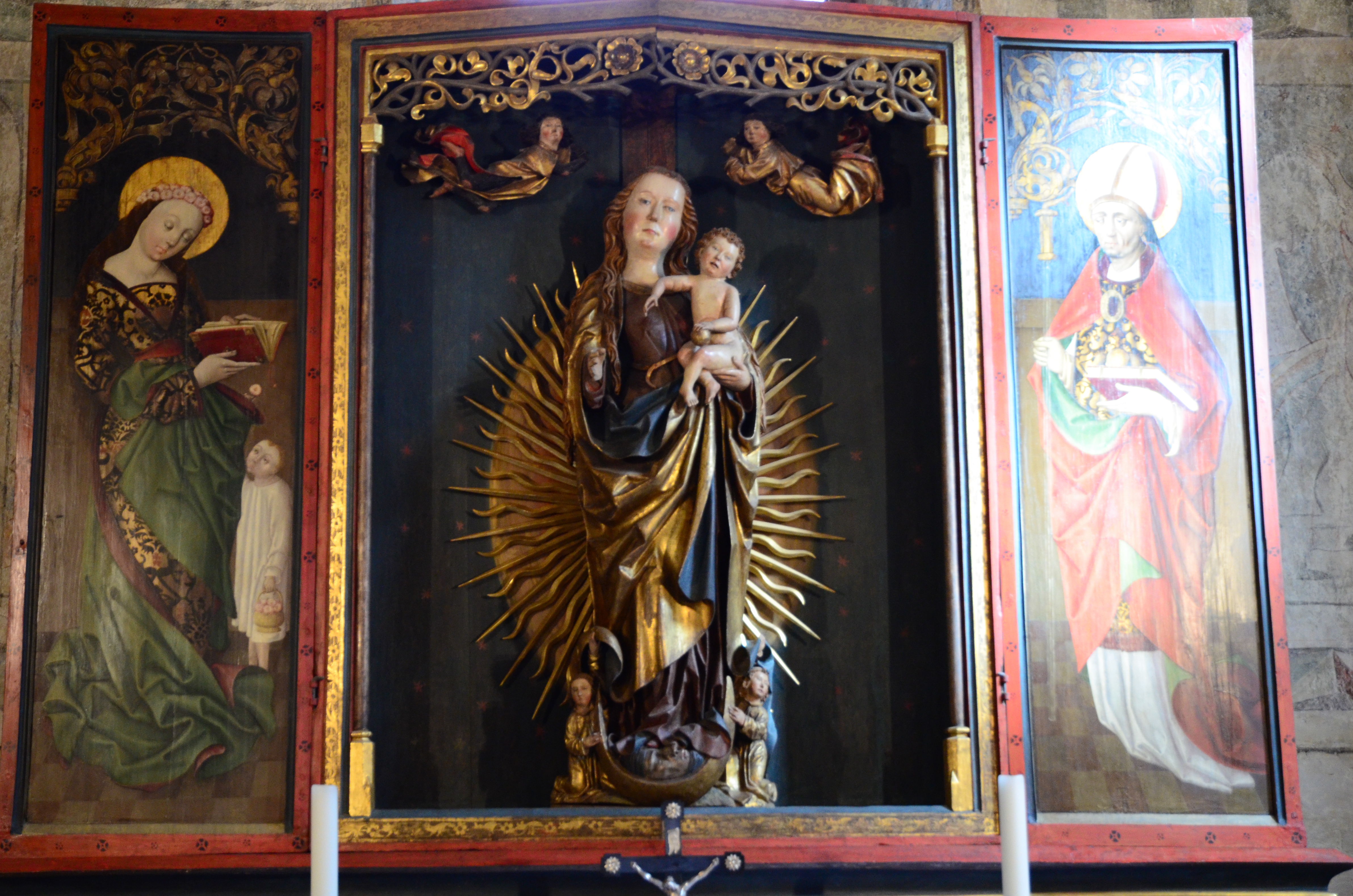
Der Marienaltar mit den zwei Flügeln (Hl. Dorothea und Hl. Nikolaus)

Vier Tafeln, die beidseitig bemalten Außen- bzw. Innenseiten eines Altares, befinden sich in Privatbesitz. Sie wurden im Jahr 2013 vom Kunsthaus Lempertz in Köln versteigert und zeigen die Verkündigungsszene, aufgeteilt auf zwei Tafeln, dazu zwei Szenen aus dem Leben des heiligen Petrus.

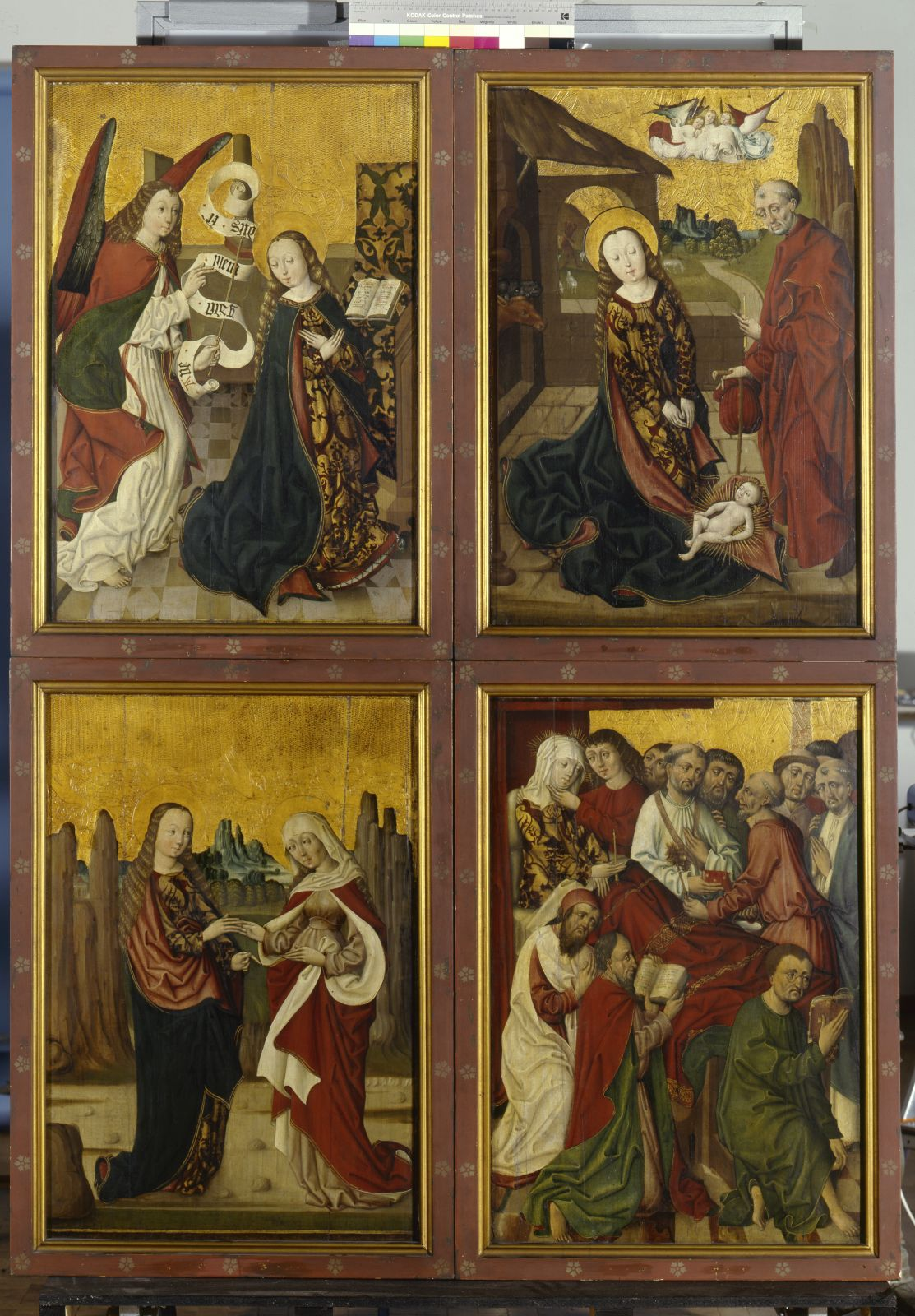
Zyklus zum Marienleben, ehemaliger Flügelaltar der Spitalkirche Dinkelsbühl, Innenflügel
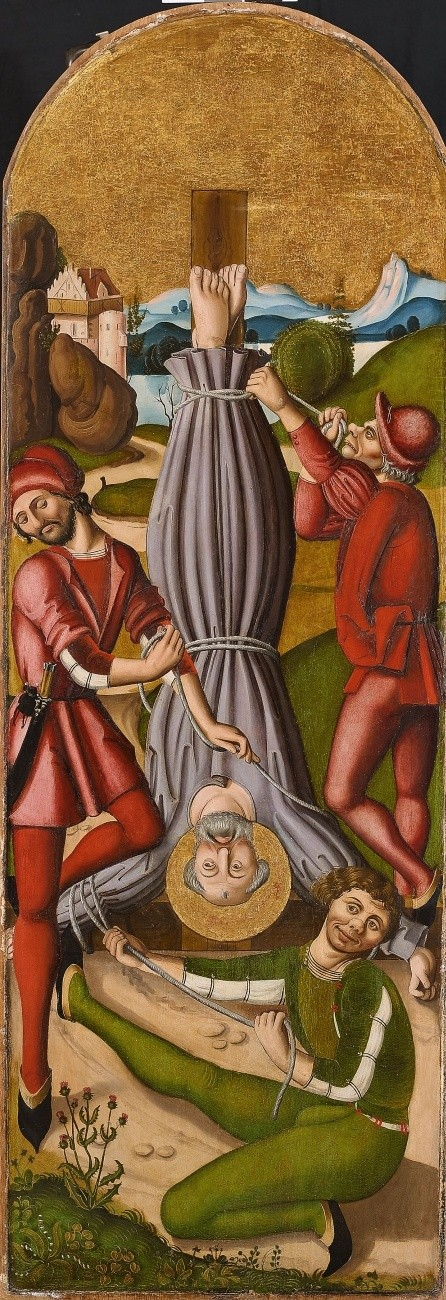
Martyrium des Apostels Petrus